# الكسندر مكدونالد تومسون
الكسندر مكدونالد تومسون (بالإنجليزية: Alexander McDonald Thomson)‏ هو مُحرِّر وصحفي وسياسي أمريكي، ولد في 20 مايو 1822، وتوفي في 9 يونيو 1898. حزبياً، نشط في الحزب الجمهوري. وقد انتخب عضو جمعية ولاية ويسكونسن.